# Buffalo Bill - L'eroe del Far West
Buffalo Bill - L'eroe del Far West (conocida en español como El héroe del Oeste en España y Buffalo Bill, el héroe del oeste en México) es una película de 1964 dirigida por Mario Costa bajo el seudónimo de J. W. Fordson.

## Argumento
El forajido Big Sam Donaldson intenta perturbar la paz existente entre blancos y siux, vendiendo armas a los indios. Buffalo Bill es enviado a frenar el comercio de armas y así evitar una guerra con los indios.

## Reparto
- Gordon Scott: Buffalo Bill.
- Catherine Ribeiro: Rayo de Luna.
- Roldano Lupi: Coronel Peterson.
- Ingeborg Schöner: María, la hija del coronel.
- Mirko Ellis: Pico de Águila.
- Piero Lulli: Fred.
- Jan Hendriks: Jack Monroe
- Mario Brega: Big Sam Donaldson.
- Hans von Borsody: Capitán George Hunter.
- Feodor Chaliapin Jr.: Zorro Sabio.
- Ugo Sasso: Snack.
- Franco Fantasia: George, un hombre de Monroe.
- Jacques Herlin: Un hombre en el salón.
- Andrea Scotti: Un hombre de Monroe.

## Recepción
Por un lado, los críticos elogiaron el estilo tradicional de la película («Este wéstern pesca en la piscina de la leyenda americana hasta que simplemente salpica. Aunque ya existe la dicotomía al estilo Winnetou de "Indios buenos vs. Indios malos", hay que decir que Costner aún está muy lejos en este aspecto»; «A pesar de su ascendencia europea mixta, la atmósfera de la película es tan convincente que puede compararse con cualquier producto estadounidense promedio»), pero también obtuvo malas calificaciones («Una aventura wéstern estereotipada y de base amplia con acción enfáticamente bélica»; «Una transposición del musculoso Hércules al Viejo Oeste que distorsiona por completo el papel históricamente auténtico de este personaje. Aburrida, mal ejecutada y más que superflua»).